# Station Krośnice Mazowieckie
Station Krośnice Mazowieckie is een spoorwegstation in de Poolse plaats Krośnice.